# Charles Mohun
Charles Mohun (1675-15 de noviembre de 1712), cuarto barón de Mohun, fue un político inglés conocido más por sus continuos duelos y su vida libertina que por su carrera política.
El padre murió en un duelo al poco de nacer Charles. No recibió educación y pronto se aficionó a los juegos de azar, lo que le produjo contraer deudas. Se casó con la nieta de Charles Gerard, primer earl de Macclesfield en 1691, para aliviar algo de su deuda. Desafortunadamente no recibió la matrimonial, y la pareja se separó rápidamente. Seguidamente después de la separación, Mohun llevó cada vez una vida más licenciosa. En una disputa en una partida de cartas, Mohun tuvo su primer duelo, con John Kennedy, séptimo earl de Cassilis en 1692. Pero Mohun es mejor recordado por los hechos ocurridos el 9 de diciembre de ese año cuando él y su amigo el oficial Richard Hill abusaron y asesinaron al actor William Mountfort después de una actuación, a causa de que los tres se disputaban el amor de la actriz Anne Bracegirdle. Hill huyó del país, pero Mahoun fue arrestado y encarcelado, aunque fue absuelto el 6 de febrero de 1693 al comprobarse que Hill fue quien apuñaló al actor. 
Mohun se enroló en la armada durante un tiempo después de su absolución. Sirvió bajo las órdenes de Charles Gerard, segundo earl de Macclesfield, el tío de su antigua mujer; sirvió brevemente en Francia. En 1697 fue de nuevo expulsado de la Cámara de los Lores (la vez anterior fue por el crimen del actor William Mountfort) tras protagonizar un duelo en el Leicester Square de Londres. De nuevo fue encarcelado y absuelto, aunque su amigo Edward Rich, sexto earl de Warwick, fue declarado culpable de homicidio involuntario. Después de este incidente Mohun retomó su asiento en la Cámara. En 1701 acompañó al earl de Macclesfield a una misión diplomática a Hanover. Al año siguiente moría Macclesfield y surgió una disputa que duró una década entre Mohun y James Hamilton, cuarto duque de Hamilton, por recibir la herencia del earl. En 1707 llegó a ser miembro del Kit-Cat Club, la preeminente asociación Whig política y literaria.
En 1712, dos años después de la grave derrota de Mohun en las elecciones, el duque de Hamilton fue designado enviado especial a París, cuando seguía abierta la disputa por la herencia del earl de Macclesfield. A la vuelta de Hamilton de Francia, Mohun retó al duque a un duelo para el 15 de noviembre en Hyde Park. Mohun consiguió matar a Hamilton, pero murió el mismo día por las heridas sufridas durante la lucha. El sangriento duelo fue inmortalizado por William Makepeace Thackeray en su novela The History of Henry Esmond.
- Datos: Q3888057